# 'т-Зандт
'т-Зандт (нід. 't Zandt) — село в нідерландській провінції Гронінген. Входить до складу муніципалітету Емсделта.
Його площа — 33,74 км², а населення станом на 2021 рік становило 970 осіб.
Перша згадка про населений пункт датується 1257 роком.
До 1990 року мало статус окремого муніципалітету.

## Галерея

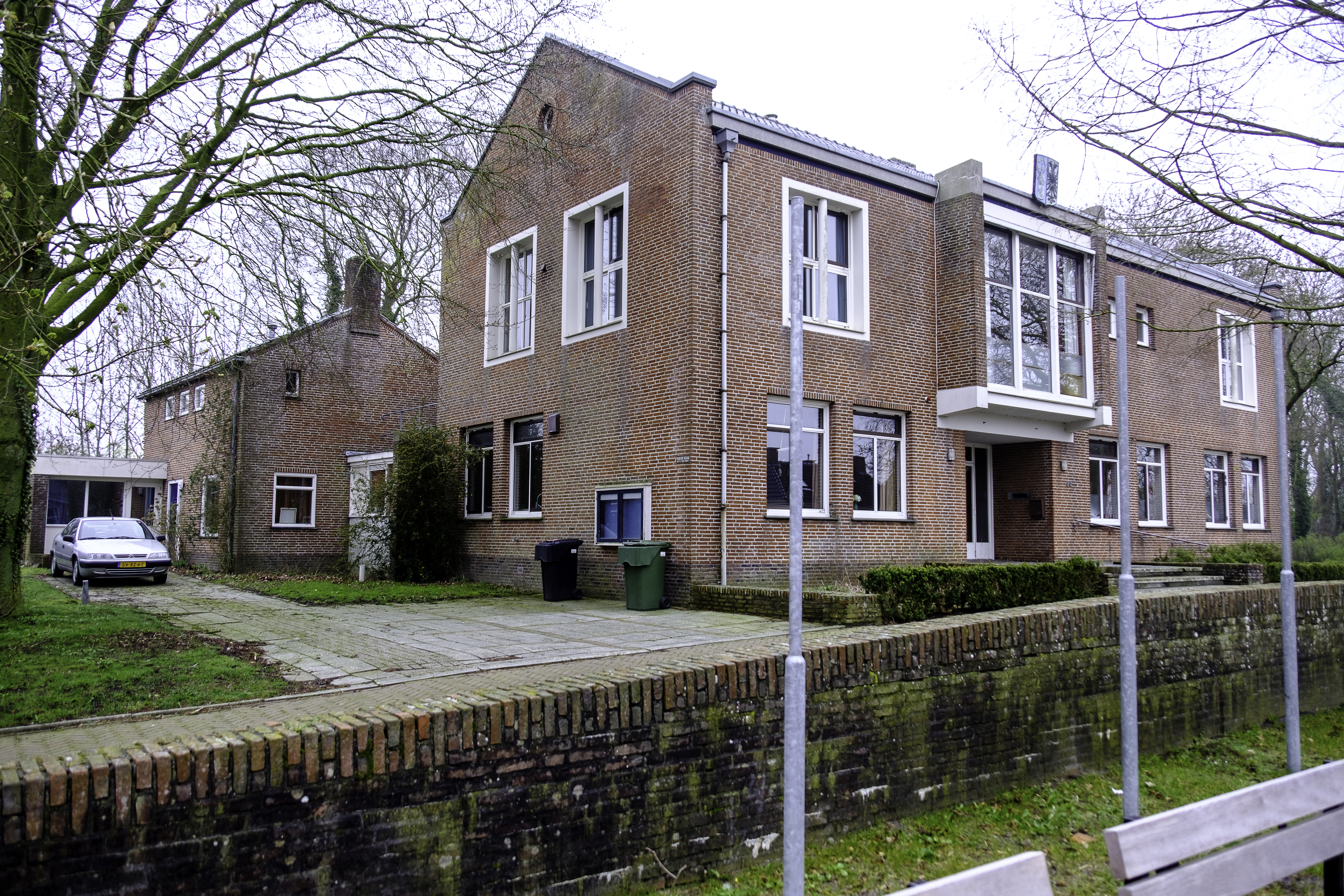
Будівля колишньої мерії
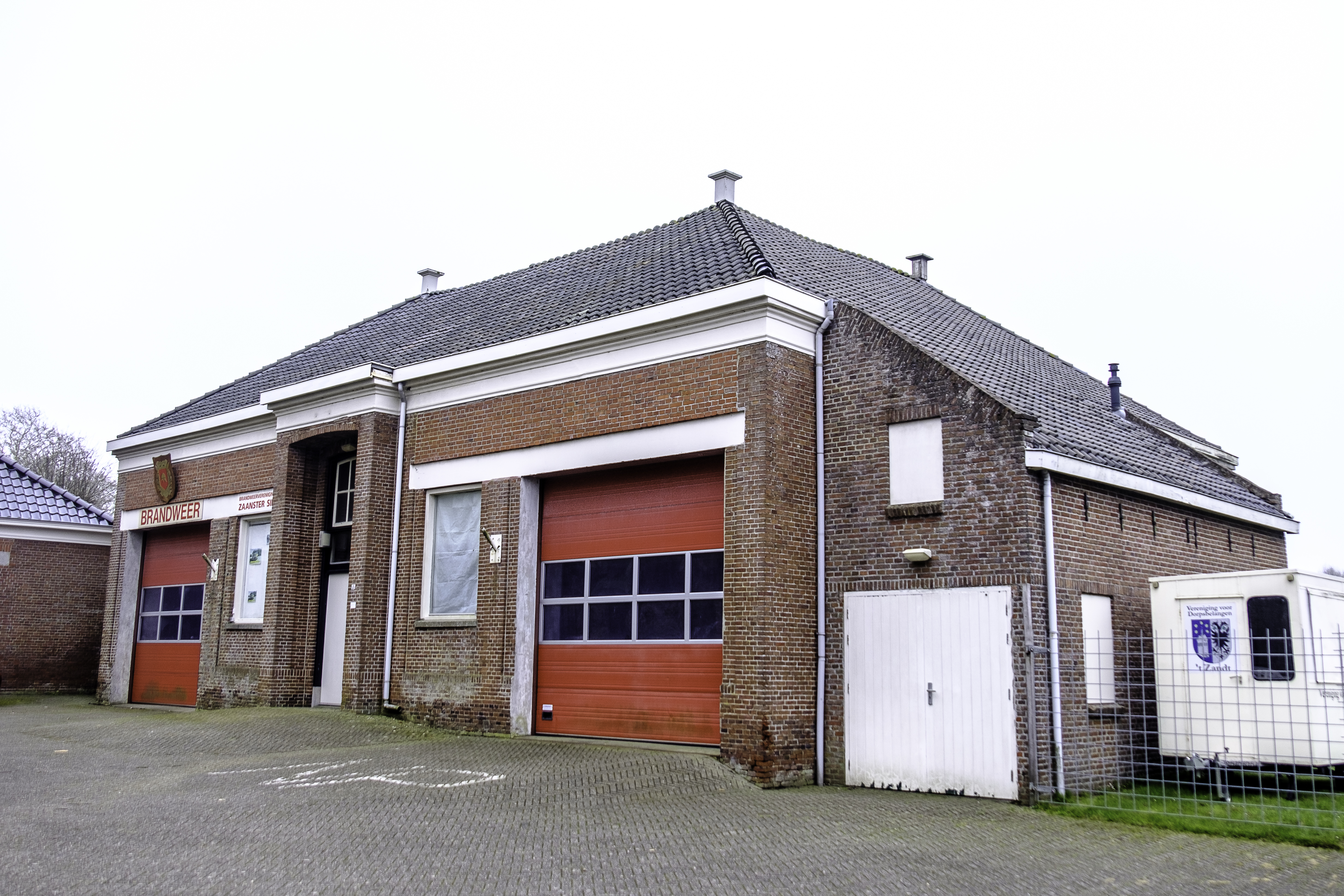
Пожежна частина
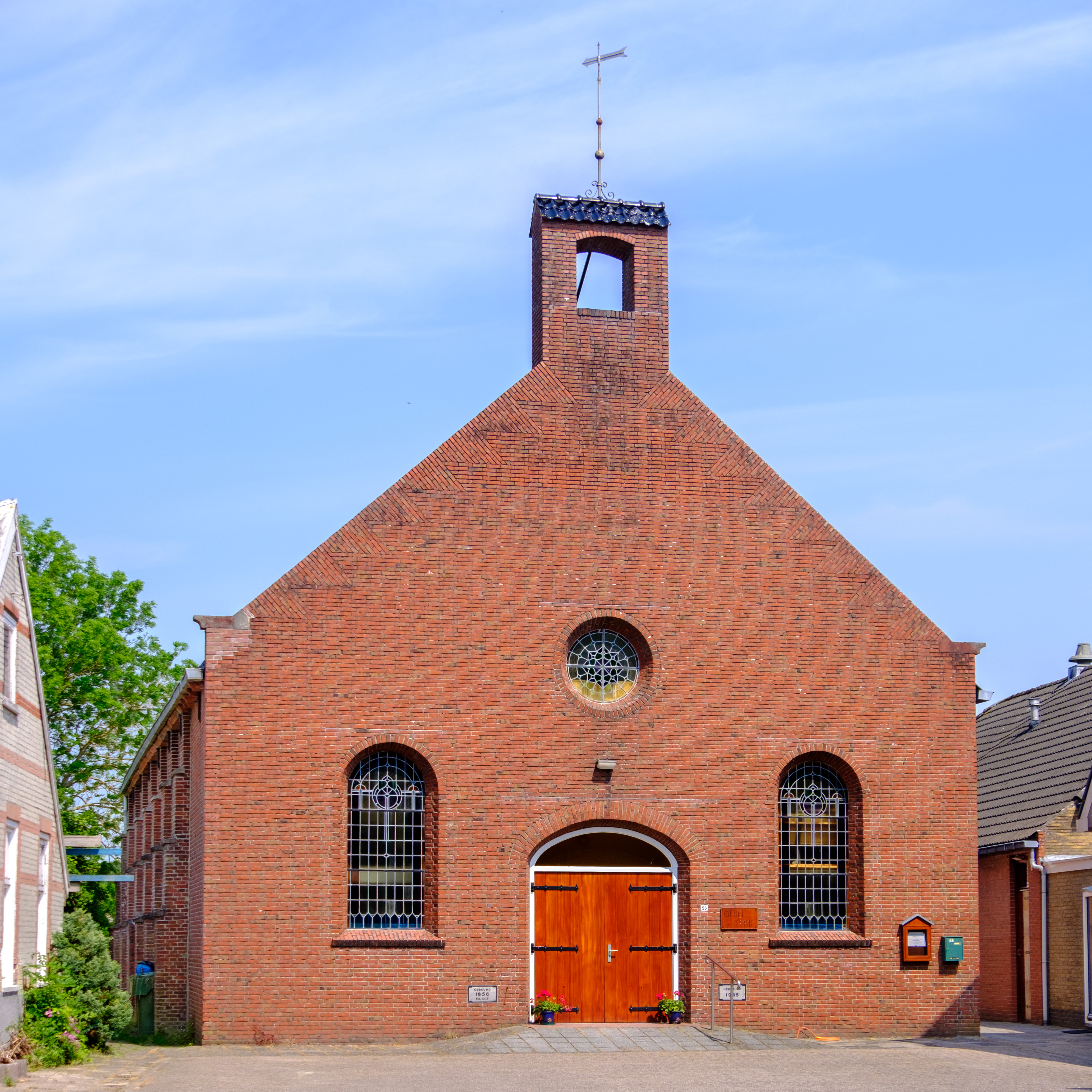
Реформістська церква
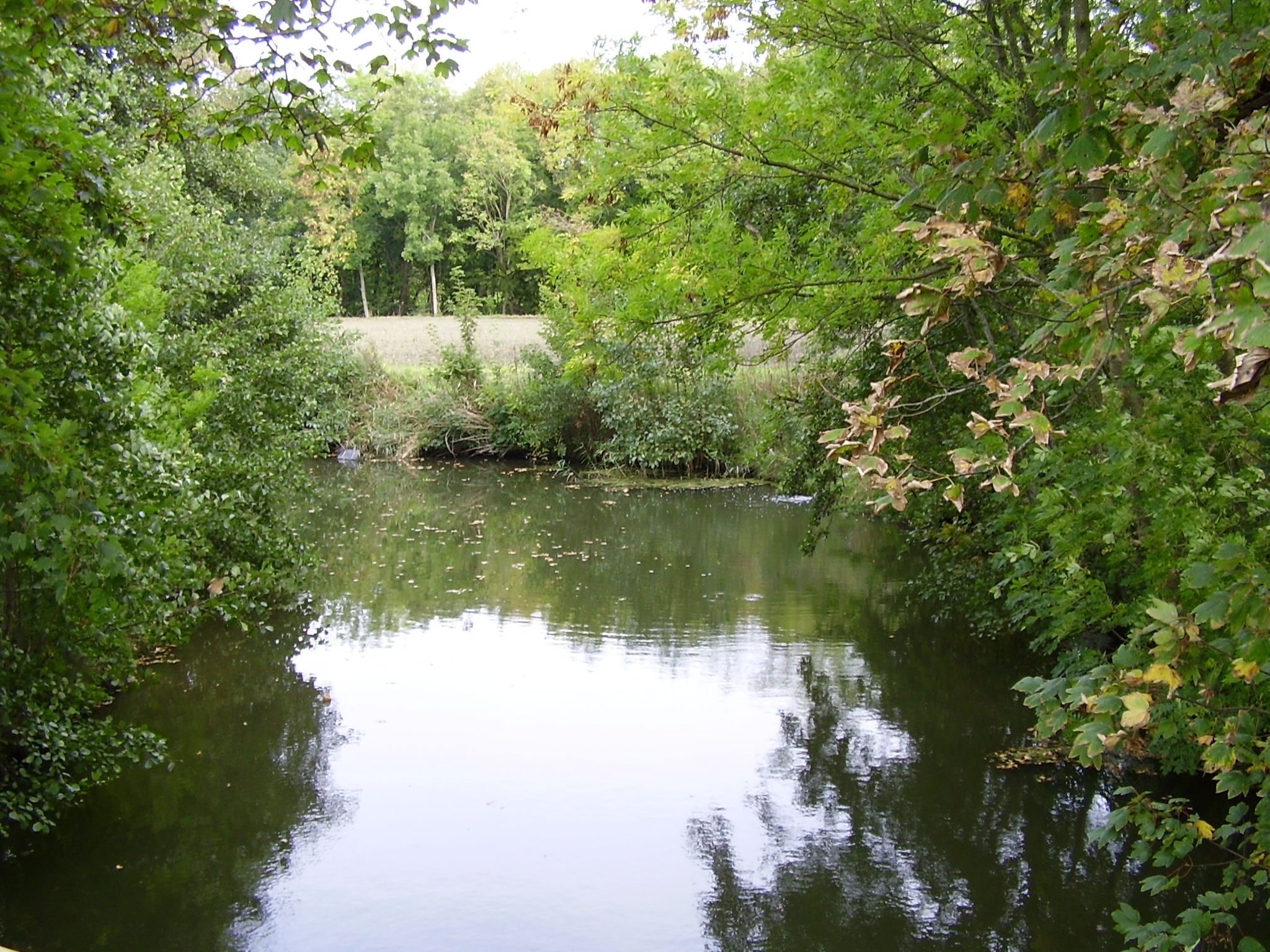
Сільська водойма